# Epoche (Chronologie)
Unter Epoche (altgriechisch ἐποχή „Anhalten, Haltepunkt“) wird in der Chronologie der Beginn einer neuen Ära in der jeweiligen Zeitrechnung verstanden.

## Grundlagen
Zeitpunkt der Epoche ist in der Regel ein einzelner Tag (Epochentag), der ein historisches oder fiktives Ereignis widerspiegelt, z. B. den Beginn einer Königsherrschaft, die Gründung einer Stadt oder die Erschaffung der Welt.
Nur moderne Zeitsysteme spezifizieren auch die Uhrzeit der Epoche.
Die einzelnen Kalendersysteme gehen auf unterschiedliche Weise mit Daten vor ihrer Epoche um: Kalender, die seit der angenommenen Erschaffung der Welt rechneten, waren zunächst nicht proleptisch, das heißt, sie kannten keine Daten vor der Epoche. Im gregorianischen Kalender wird auf die Daten des proleptischen julianischen Kalenders zurückgegriffen: Vor dem 1. Januar 1 n. Chr. liegt hier der 31. Dezember 1 v. Chr. Prinzipiell auf Epochen aufgebaut sind alle dynastischen Kalendersysteme, die bei Antritt eines neuen Herrschers oder einer Dynastie eine neue Jahreszählung starten.
Ein Kalender kann mit unterschiedlichen Epochen genutzt werden. So gilt etwa in Nordkorea eine andere Ära als in den meisten anderen Staaten, die den gregorianischen Kalender benutzen. Umgekehrt kann eine Epoche und die dazugehörige Ära auch von verschiedenen Kalendern genutzt werden (wie Anno Hegirae). Ebenso gibt es auch Ären mit mehreren möglichen Epochen. Ein Beispiel hierfür ist ab origine mundi. Sie zählt ab der mutmaßlichen Erschaffung der Welt, welche auf unterschiedliche Zeitpunkte datiert wurde. Eine Epoche kann auch für mehrere Ären gelten. So beziehen sich der nordkoreanische Juche- und der taiwanesische Minguo-Kalender auf unterschiedliche Ereignisse, haben aber identische Jahreszahlen, da beide Ereignisse im Jahr 1912 n. Chr. stattfanden.

## Einige Epochen in chronologischer Reihenfolge
Neben wichtigen Epochen der historischen Chronologie und des Kalenderwesens sind auch einige Epochen der astronomischen Chronologie mitaufgenommen, und im Besonderen das julianische Datum JD, das die Basis der Umrechnung der Kalendersysteme bietet, sowie zeitgenössische Datierungsepochen der Datenverarbeitung. Außerdem wird die Astronomische Jahreszählung, welche einige Besonderheiten (z. B. Jahr Null, Vorzeichen) aufweist, gezeigt.

### Kalenderepochen
| Epoche (Daten v. Chr.) | Astronomische Jahreszählung | JD *      | Ära / Epoche                                      | Kalender / Zeitsystem | Ereignis |
| ---------------------- | --------------------------- | --------- | ------------------------------------------------- | --- | --- |
| 17. Januar 998038      | −998037                     |           | Jahre nach der Kunst                              | Julianischer Kalender, Gregorianischer Kalender | vom französischen Künstler Robert Filliou im Jahr 1963 n. Chr. festgelegter, fiktiver erster Geburtstag der Kunst (1.000.000 Jahre vor 1963)                               |
| 1. Januar 10000        | 0−9999                      |           | Holozän-Ära/Human-Ära                             | Holozän-Kalender, Davidianischer Marskalender | Ungefährer Beginn des Holozäns |
| 1. September 5508      | 0−5507                      | .−290.130 | Byzantinische Ära Annus mundi                     | Julianischer Kalender, Altrussischer Kalender, Georgischer Kalender                                                                                 | Erschaffung der Welt nach der Genealogie der griechischen Bibel Septuaginta                                                                                                |
| 1. Januar 4713         | 0−4712                      | 0.000.000 | Julianische Tageszählung                          | chronologisches Julianisches Datum | Beginn der julianischen Periode |
| 1. Januar 4000         | 0−3999                      | 0.260.424 | Anno Lucis                                        | Julianischer/Gregorianischer Kalender | Erschaffung der Welt gemäß der Tradition der Freimaurer |
| 7. Oktober 3761        | 0−3760                      | 0.347.998 | Jüdische Ära Anno Mundi                           | Jüdischer Kalender | Erschaffung der Welt nach mosaischer Tradition |
| 6. September 3114      | 0−3113                      | 0.584.283 | Lange Zählung                                     | Maya-Kalender | Nach Thompson-Korrelation |
| 1. Januar 2333         | 0−2332                      | 0.869.315 | Dangun-Ära                                        | Koreanischer Lunisolarkalender, Julianischer/Gregorianischer Kalender                                                                               | Gründung Go-Joseons und Pjöngjangs am 3. Oktober 2333 v. Chr.; von 1945 bis 1961 in Südkorea verwendet                                                                     |
| 21. März 1738          | 0−1737                      | 1.086.698 | Zarathustra-Ära                                   | Zoroastrischer Kalender | Legendäre Geburt Zarathustras |
| 1. Januar 1166         | 0−1165                      | 1.295.542 | „Jahre unserer Dame der Zwietracht“               | Diskordianischer Kalender | Synchronisation des diskordianischen Jahres mit dem Gründungsjahr des Diskordianismus (1959 n. Chr.) durch konsequente Anwendung des Gesetzes der Fünf (1959 − 55 = −1166) |
| 1. Juli 0776           | 00−775                      | 1.438.171 | Olympische Ära                                    | einige griechische Kalender | 1. Olympische Spiele |
| 21. April 0753         | 00−752                      | 1.446.501 | Varronische Ära                                   | Römischer Kalender, Julianischer Kalender | Gründung der Stadt Rom, ab urbe condita-Zählung |
| 21. April 0752         | 00−751                      | 1.446.866 | Catonische/Capitolinische Zählung                 | Römischer Kalender, Julianischer Kalender | Gründung der Stadt Rom, ab urbe condita-Zählung |
| 26. Februar 0747       | 00−746                      | 1.448.638 | Ära Nabonassar                                    | Ägyptisches Wandeljahr | Regierungsantritt des babylonischen Königs Nabû-naṣir |
| 11. Februar 0660       | 00−659                      | 1.480.400 | Jimmu-Ära                                         | Gregorianischer Kalender, Kōki | Japanische Reichsgründung |
| 1. Januar 0544         | 00−543                      | 1.522.728 | Buddhistische Zeitrechnung                        | diverse Kalender, z. B. Gregorianischer Kalender, Chinesischer Kalender, Thailändischer Mondkalender, Suriyakati-Kalender oder Tibetischer Kalender | mutmaßliches Todesjahr Siddhartha Gautamas |
| 3. April 0311          | 00−310                      | 1.607.923 | Seleukidische Ära                                 | Makedonischer Kalender | Eroberung Babylons durch Seleukos I. |
| 1. Januar 0038         | 000−37                      | 1.707.544 | Spanische Ära Era                                 | Julianischer Kalender | unbekanntes Ereignis, vermutlich die Unterwerfung Spaniens durch die Römer; laut Isidor von Sevilla jedoch eine Volkszählung des Kaisers Augustus                          |
| 1. Januar 0001         | 0000±0                      | 1.721.058 | Cassini-Chronologie                               | Julianisch/gregorianischer Kalender | Jahr Null nach ISO 8601 und der Astronomischen Jahreszählung |
| Epoche (Daten n. Chr.) | Astronomische Jahreszählung | JD *      | Ära / Epoche                                      | Kalender / Zeitsystem | Ereignis |
| 01. Januar 0001        | 0000+1                      | 1.721.424 | Christliche Zeitrechnung Anno Domini/Anno Salutis | Julianischer Kalender, Gregorianischer Kalender, Sowjetischer Revolutionskalender                                                                   | Geburt Christi |
| 29. August 0008        | 0000+8                      | 1.724.221 | Christliche Zeitrechnung Anno Domini/Anno Salutis | Äthiopischer Kalender | Geburt Christi |
| 29. August 0284        | 00+284                      | 1.825.030 | Diokletianische Ära, Ära der Märtyrer             | Julianischer Kalender, Koptischer Kalender | Diokletian wird Kaiser; unter seiner Herrschaft finden letzte Christenverfolgungen statt                                                                                   |
| 11. Juli 0552          | 00+552                      | 1.922.868 | Altarmenische Ära                                 | Armenischer Kalender | Gründung der Armenisch Apostolischen Kirche |
| 1. März 0622           | 00+622                      | 1.948.303 | hidschri schamsi (Sonnenhidschra)                 | Rumi-Kalender | Hidschra |
| 19. März 0622          | 00+622                      | 1.948.321 | hidschri schamsi (Sonnenhidschra)                 | Iranischer Kalender | Hidschra |
| 16. Juli 0622          | 00+622                      | 1.948.440 | hidschri qamari (Mondhidschra)                    | Islamischer Kalender | Hidschra |
| 16. Juni 0632          | 00+632                      | 1.952.063 | Yazdgard-Ära                                      | Zoroastrischer Kalender | Thronbesteigung Yazdegerd III. |
| 28. Januar 1611        | 0+1611                      | 2.309.493 | Darisches Marsjahr                                | Darischer Kalender | Entwicklung der Keplerschen Gesetze durch Johannes Kepler und erste Beobachtungen des Mars mit Hilfe eines Teleskops durch Galileo Galilei                                 |
| 1. Januar 1789         | 0+1789                      | 2.374.480 | Années de la liberté                              | Positivisten-Kalender, Französischer Revolutionskalender                                                                                            | Sturm auf die Bastille am 14. Juli 1789 |
| 22. September 1792     | 0+1792                      | 2.375.840 | Années de la République Française                 | Französischer Revolutionskalender | Ausrufung der Ersten Französischen Republik |
| 21. März 1844          | 0+1844                      | 2.394.647 | Badiʿ Era bzw. Baha’i Era (B. E.)                 | Bahai-Kalender | Begründung des Babismus in Shiraz (Iran) durch den Bab (Seyyed ʿAli Muhammad Schirazi); aus dem Babitum geht später die Bahai hervor                                       |
| 1. Januar 1912         | 0+1912                      | 2.419.403 | Minguo-Ära                                        | Gregorianischer Kalender | Xinhai-Revolution |
| 1. Januar 1912         | 0+1912                      | 2.419.403 | Chuch’e-Ära                                       | Gregorianischer Kalender | Geburtsjahr Kim Il-sungs |
| 29. Oktober 1922       | 0+1922                      | 2.423.357 | Era Fascista                                      | Gregorianischer Kalender | Vereidigung Mussolinis zum Präsidenten des Ministerrats nach dem Marsch auf Rom                                                                                            |
| 1. Januar 1950         | 0+1950                      | 2.433.283 | Before Present                                    | (nicht direkt in Kalenderjahre umsetzbar) | Zeitskala zur Datierung von Ereignissen der Vergangenheit mit Daten aus der Radiokohlenstoffdatierung                                                                      |
| 1. Mai 2019            | 0+2019                      | 2.447.535 | Reiwa-Zeit                                        | Gregorianischer Kalender | Thronbesteigung des Tennō Naruhito, aktuelle Ära des dynastischen Systems Japans                                                                                           |

### Uhrzeitgenaue Epochen
| Epoche (Daten v. Chr.)        | Astronomische Jahreszählung | JD *        | Ära / Epoche             | Kalender / Zeitsystem            | Ereignis |
| ----------------------------- | --------------------------- | ----------- | ------------------------ | -------------------------------- | --- |
| 1. Januar 4713 12:00:00 TT    | −4712                       | 0.000.000,0 | Julianische Tageszählung | Julianisches Datum               | Beginn der julianischen Periode |
| Epoche (Daten n. Chr.)        | Astronomische Jahreszählung | JD *        | Ära / Epoche             | Kalender / Zeitsystem            | Ereignis |
| 1. Januar 1601                | +1601                       | 2.305.824,0 | Windows-Epoche           | Microsoft-Windows-Zeit           | Beginn der Zeitzählung in Windows-Betriebssystemen; wurde gewählt, da dieses Datum den Start des ersten 400-Jahr-Zyklus der gregorianischen Zeitrechnung bezeichnet. |
| 17. November 1858 00:00:00 UT | +1858                       | 2.400.000,5 | Ära des MJD              | Modifiziertes Julianisches Datum | |
| 1. Januar 1970 00:00:00 UTC   | +1970                       | 2.440.587,5 | UNIX-Epoche              | Unixzeit                         | Beginn der Unix Zeitzählung (ab UNIX Version 6) – heute weit verbreitetes internes Datum von Computersystemen                                                        |
| 6. Januar 1980 00:00:00 UTC   | +1980                       | 2.444.243,5 | GPS-Woche 0              | GPS-Zeitskala                    | Beginn des GPS-Zeitsystems |